# گرووو
گرووو (به بلغاری: Gruevo) یک منطقهٔ مسکونی در بلغارستان است که در شهرستان مومچیلگراد واقع شده‌است.